# Distretto di Kushki Kuhna
Il distretto di Kushki Kuhna è un distretto nella provincia di Herat, nell'Afghanistan nordoccidentale. Confina con il distretto di Kushk a ovest, con il Turkmenistan a nord, con la Provincia di Badghis a est e il distretto di Karukh a sud. La popolazione, stimata in 32.000 abitanti nel 2002, è composta da tagiki (55%), Pashtun (40%) e Hazara (5%).
Il centro amministrativo del distretto è Kushki Kuhna. L'agricoltura csostituisce la principale fonte di reddito. A partire dal 2002 le infrastrutture sono state sviluppate mentre la sanità e l'educazione sono state migliorate.